# Паньшино (Волгоградська область)
Паньшино (рос. Паньшино) — хутір у Городищенському районі Волгоградської області Російської Федерації.
Населення становить 102 особи. Входить до складу муніципального утворення Орловське сільське поселення.

## Історія
Хутір розташований у межах українського історичного та культурного регіону Жовтий Клин.
Згідно із законом від 14 травня 2005 року № 1058-ОД органом місцевого самоврядування є Орловське сільське поселення.

## Населення
| 1915 | 2010  |
| ---- | ----- |
| 1427 | ↘1054 |